# Sloop John B
| Оценки критиков | Оценки критиков |
| Источник        | Оценка          |
| --------------- | --------------- |
| AllMusic        | Без оценки      |

«Sloop John B» — песня американской рок-группы Beach Boys с их альбома 1966 года Pet Sounds. Приблизительно за два месяца до выхода альбома была издана отдельным синглом.
В Великобритании сингл с этой песней достиг 2 места (в национальном чарте синглов UK Singles Chart). В США песня достигла 3 места (в «Горячей сотне» журнала «Билборд»).
Песня основана на народной песне с Багамских островов, также известной как «The John B. Sails».
В 2004 году журнал Rolling Stone поместил песню «Sloop John B» в исполнении группы Beach Boys на 271 место своего списка «500 величайших песен всех времён». В списке 2011 года песня находится на 276 месте.